# Rajhrad (železniční zastávka)
Rajhrad je železniční zastávka ve městě Rajhrad na trati Břeclav–Brno. Původní stanice byla roku 2000 zrušena a nahrazena zastávkou. V roce 2021 byla jižně od zastávky, již v katastru Holasic, zprovozněna odbočka Rajhrad.

## Historie
První odbočná trať Severní dráhy císaře Ferdinanda vedla z Břeclavi do Brna. Jako první byl provizorně zprovozněn úsek mezi Rajhradem a Brnem, na němž v roce 1838 vykonala první zkušební jízdu 11. listopadu 1838 lokomotiva Moravia, kterou řídil vrchní inženýr stavby Karl Ghega. Ve dnech 15. a 16. prosince téhož roku bylo provedeno několik propagačních jízd s cestujícími mezi Brnem a Rajhradem. Celý úsek mezi Břeclaví a Brnem byl uveden do pravidelného provozu 7. července 1839.

## Stanice
Průjezdnou stanici Rajhrad (německy Raigern) projektoval architekt Antonín Jüngling. Po stranách výpravní budovy se nacházela vodárna a strážní domek. Při výstavbě I. tranzitního koridoru byla stanice 29. března 2000 změněna na zastávku.

### Výpravní budova
Výpravní budova byla přízemní, fasáda členěná půlkruhovými slepými arkádami s hladkými pilastry, střední část budovy byla zdobená tříosým v horní části bosovaným rizalitem se třemi oblouky. Nad průčelím byla rovná atika. Ve středním oblouku byla dočasně situována výtopna pro jeden parní stroj. Naproti vjezdu byla točna. První lokomotivy Moravia a Herkules byly po jednotlivých dílech dovezeny povozy a na místě smontovány. Oblouk byl později zazděn a prostor adaptován na čekárnu a dopravní kancelář.

### Vodárna

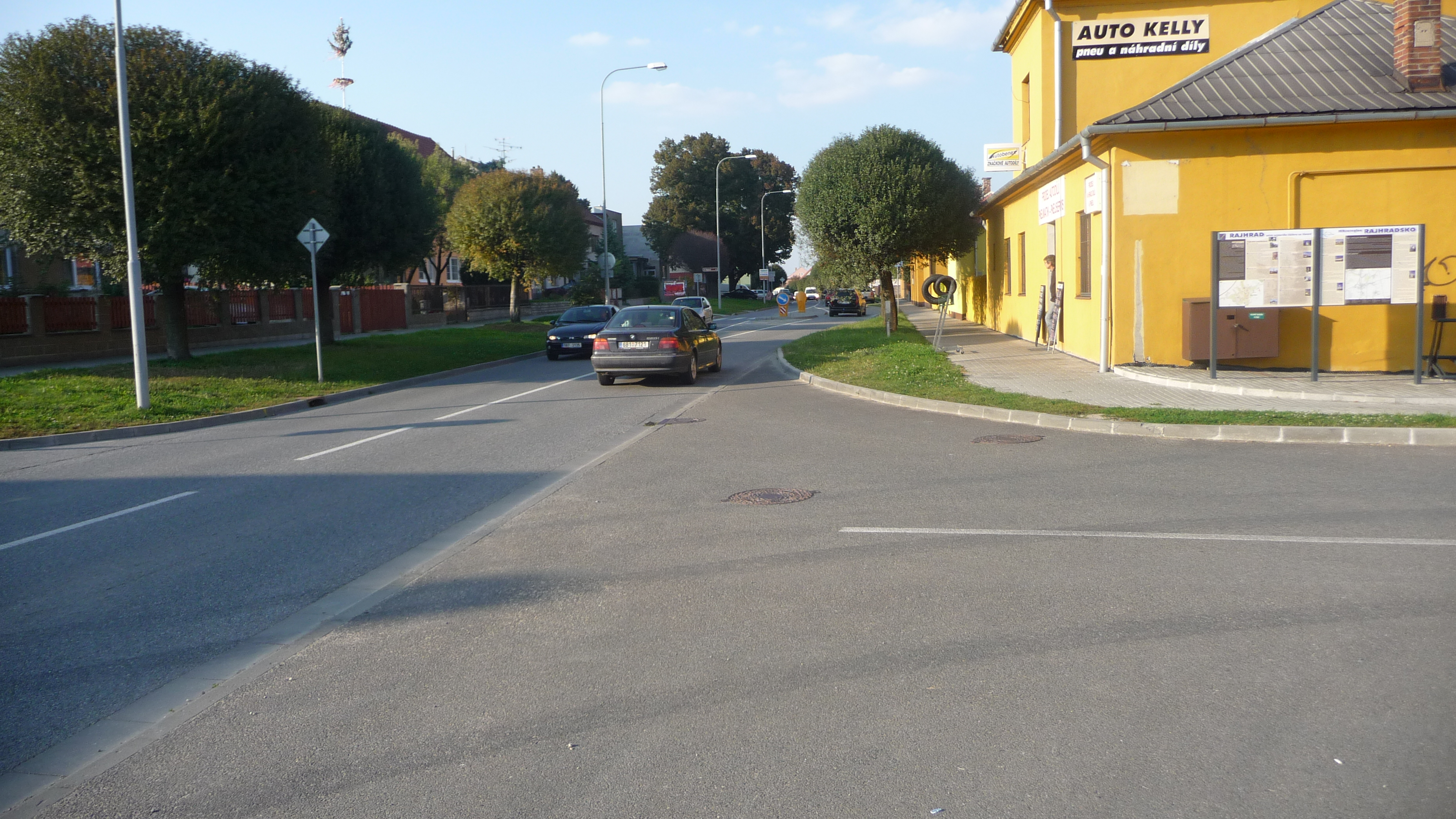
V pravém rohu budova bývalé vodárny z roku 1839

Vodárna je nejstarší dochovanou stavbou tohoto typu na tratích SDCF. Jedná se o patrovou jednoosou věž s valbovou střechou s přízemními bočními křídly po stranách. Nároží bylo členěno mělkou bosáží.